# Javier Bardem
Javier Ángel Encinas Bardem (Las Palmas de Gran Canaria, 1º marzo 1969) è un attore spagnolo.
È stato candidato quattro volte al Premio Oscar rispettivamente nella sezione miglior attore protagonista per Prima che sia notte, Biutiful e A proposito dei Ricardo e nella sezione miglior attore non protagonista per Non è un paese per vecchi, vincendolo per quest'ultimo film. Inoltre, ha vinto un Golden Globe, un Premio BAFTA, sei Premi Goya, due Coppe Volpi per la migliore interpretazione maschile alla Mostra internazionale d'arte cinematografica di Venezia e il Prix d'interprétation masculine al Festival di Cannes.
Nel 2012 ha ricevuto l’onorificenza della stella sulla Hollywood Walk of Fame.

## Biografia
Javier Bardem è figlio di José Carlos Encinas Doussinague (1931-1995) e dell'attrice Pilar Bardem (1939-2021), nipote del regista Juan Antonio Bardem e fratello minore degli attori Carlos e Mónica Bardem. Il padre è un tipo complicato, dirà Pilar nelle sue memorie: cambia spesso lavoro, è violento (un giorno, non trovando le chiavi di casa, apre la porta sparandoci contro), così la moglie decide di crescere da sola i figli. José morirà di leucemia nel 1995, Pilar nel 2021.
Fin da piccolo frequenta teatri e set cinematografici, ma prima di intraprendere la carriera artistica pratica il rugby a 15 nei ruoli di pilone e terza linea (è alto 182 centimetri); cresciuto nella squadra del Liceo Francés di Madrid, rappresenta anche la Spagna a livello di Nazionali giovanili.

### Carriera

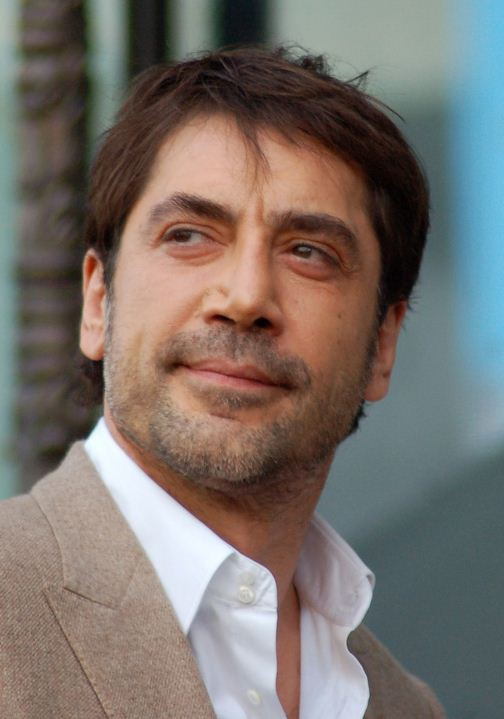
Javier Bardem nel 2012

Javier Bardem esordisce nel 1990 recitando con sua madre in Le età di Lulù di Bigas Luna e prosegue nel 1991 con Tacchi a spillo di Pedro Almodóvar e nel 1993 con L'amante bilingue di Vicente Aranda. L'inizio della sua carriera è caratterizzato dalla partecipazione a molti film erotici e/o grotteschi che gli fruttano subito le prime candidature al Goya, premio che si aggiudicherà complessivamente sei volte, primato assoluto per un attore spagnolo. Il primo riconoscimento in tale cerimonia arriva nel 1995 per Días contados.
Notato e corteggiato dall'ambiente anglofono, rifiuta inizialmente di recarvisi poiché poco a suo agio con la lingua inglese, che però ha occasione di affinare recitando in Perdita Durango, nel quale recita col fratello Carlos. È ancora a fianco della madre Pilar in Carne trémula.
Nel 2000, per l'interpretazione in Prima che sia notte, che costituisce il suo esordio negli Stati Uniti d'America, vince la Coppa Volpi per la migliore interpretazione maschile a Venezia ed è il primo attore spagnolo ad essere candidato al premio Oscar al miglior attore protagonista l'anno successivo. La prova è fortemente elogiata da Al Pacino, suo grande idolo, che gli lascia un messaggio in segreteria per fargli i complimenti; Bardem conserva ancora la cassetta.
Viene notato da Steven Spielberg che lo richiede per un ruolo in Minority Report, ma rifiuta. Dopo un cameo nel noir di Michael Mann Collateral, vince nuovamente la Coppa Volpi nel 2004 per Mare dentro. Hollywood impazzisce per lui: Coppola lo etichetta come erede di Pacino, Robert De Niro e Jack Nicholson.
Per la sua interpretazione del serial killer psicopatico Anton Chigurh nel western urbano Non è un paese per vecchi ottiene il premio Oscar al miglior attore non protagonista nel 2008, divenendo il primo attore spagnolo a conquistarlo, insieme a molti altri riconoscimenti (tra cui Golden Globe e BAFTA).
Successivamente viene diretto da Woody Allen nel sentimentale Vicky Cristina Barcelona, sul set del quale ritrova l'amica Penélope Cruz, già incrociata in occasione di precedenti film in patria. Le riprese sono galeotte e tra i due nasce l'amore.
Nel 2010 Bardem, grazie alla sua struggente interpretazione in Biutiful, viene premiato al Festival di Cannes col premio per la miglior interpretazione maschile, ex aequo con Elio Germano.
Nel 2012 interpreta un sacerdote alle prese con una crisi di fede nel controverso To the Wonder di Terrence Malick e veste i panni di Raoul Silva, il cattivo principale nel 23º film di James Bond, Skyfall diretto da Sam Mendes. Nel novembre dello stesso anno riceve la stella numero 2484 sulla Hollywood Walk of Fame di Los Angeles. Mesi dopo viene diretto da Ridley Scott nel thriller The Counselor - Il procuratore, insieme a Michael Fassbender, Brad Pitt e ancora Penélope Cruz.
Nel febbraio 2015 viene annunciata la sua partecipazione al kolossal Pirati dei Caraibi - La vendetta di Salazar, quinto capitolo della popolare saga d'avventura, dove interpreta l'inquietante capitan Armando Salazar, nemico giurato di Jack Sparrow. Prima che il film venga distribuito con ottimi riscontri al box office, Bardem incappa in due flop fragorosi: l'action The Gunman e il dramma bellico Il tuo ultimo sguardo, accolto molto male a Cannes.
Nel 2017 veste i panni del boss Pablo Escobar nel film Escobar - Il fascino del male, diretto da Fernando León de Aranoa e in cui recita accanto a Penélope Cruz. Il film è presentato fuori concorso al Festival di Venezia. Alla stessa kermesse viene invece portato, in concorso, l'horror ecologista Madre!, dove Bardem affianca l'attrice Jennifer Lawrence. Il film viene accolto molto negativamente e ottiene incassi poco soddisfacenti.
L'anno dopo è protagonista del thriller Tutti lo sanno, scritto e diretto dal due volte premio Oscar Asghar Farhadi e dove recita di nuovo con Penélope Cruiz. Il film viene scelto come film d'apertura della 71ª edizione del Festival di Cannes.
Il 2021 è, dal punto di vista professionale, un anno d'oro per Javier Bardem: ottiene un grandissimo riscontro in patria con Il capo perfetto, recita nel fantascientifico campione d'incassi Dune ed è protagonista del biografico A proposito dei Ricardo, dove ricopre il ruolo di Desi Arnaz. Per quest'ultimo film ottiene la sua quarta candidatura all'Oscar: lui e Penélope Cruz sono, l'anno successivo, la seconda coppia sposata i cui membri sono entrambi nominati dall'Acadamy dopo Elizabeth Taylor e Richard Burton nel 1967.
Negli anni successivi seguono altri tre film di successo: lo sci-fi Dune - Parte due, il live action Disney La sirenetta e lo sportivo F1 - Il film.

## Vita privata

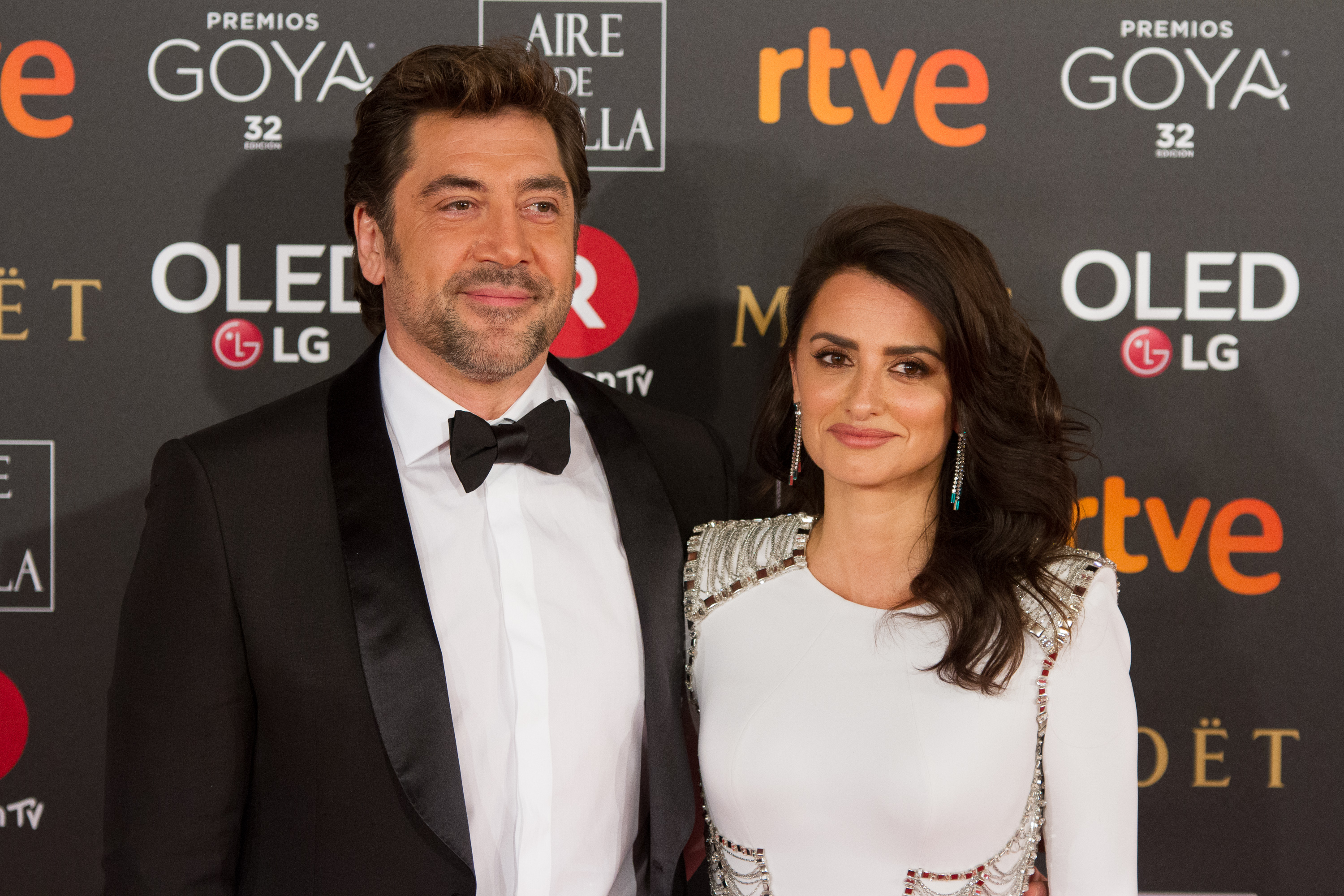
Javier Bardem insieme alla moglie Penélope Cruz ai Premi Goya 2018

Il 14 luglio 2010 si è sposato con Penélope Cruz, con la quale ha recitato in molti film tra cui Prosciutto, prosciutto, Carne trémula, Vicky Cristina Barcelona, The Counselor - Il procuratore, Escobar - Il fascino del male e Tutti lo sanno. La coppia ha due figli, Leonardo e Luna, nati rispettivamente a Los Angeles il 22 gennaio 2011, e a Madrid il 22 luglio 2013.

## Filmografia

### Attore

#### Cinema
- Le età di Lulù (Las edades de Lulù), regia di Bigas Luna (1990)
- Tacchi a spillo (Tacones lejanos), regia di Pedro Almodóvar (1991)
- Amo il tuo bel letto (Amo tu cama rica), regia di Emilio Martínez Lázaro (1992)
- Prosciutto prosciutto (Jamón jamón), regia di Bigas Luna (1992)
- L'amante bilingue (El amante bilingüe), regia di Vicente Aranda (1993)
- Huidos, regia di Sancho Gracia (1993)
- Uova d'oro (Huevos de oro), regia di Bigas Luna (1993)
- La teta y la luna, regia di Bigas Luna (1994)
- Días contados, regia di Imanol Uribe (1994)
- Il detective e la morte (El detective y la muerte), regia di Gonzalo Suárez (1994)
- Boca a boca, regia di Manuel Gómez Pereira (1995)
- Éxtasis, regia di Mariano Barroso (1996)
- Más que amor, frenesí, regia di Alfonso Albacete, Miguel Bardem e David Menkes (1996)
- L'amore nuoce gravemente alla salute (El amor perjudica seriamente la salud), regia di Manuel Gómez Pereira (1996)
- Mambrú, regia di Pedro Pérez Jiménez (1996)
- Airbag - Tre uomini e un casino (Airbag), regia di Juanma Bajo Ulloa (1997)
- Carne trémula (Carne trémula), regia di Pedro Almodóvar (1997)
- Perdita Durango, regia di Álex de la Iglesia (1997)
- Tra le gambe (Entre las piernas), regia di Manuel Gómez Pereira (1999)
- Los lobos de Washington, regia di Mariano Barroso (1999)
- Seconda pelle (Segunda piel), regia di Gerardo Vera (1999)
- Prima che sia notte (Before Night Falls), regia di Julian Schnabel (2000)
- Nessuna notizia da Dio (Sin noticias de Dios), regia di Agustín Díaz Yanes (2001)
- Danza di sangue - Dancer Upstairs (The Dancer Upstairs), regia di John Malkovich (2002)
- I lunedì al sole (Los lunes al sol), regia di Fernando León de Aranoa (2002)
- Collateral, regia di Michael Mann (2004)
- Mare dentro (Mar adentro), regia di Alejandro Amenábar (2004)
- L'ultimo inquisitore (Goya's Ghosts), regia di Miloš Forman (2006)
- Non è un paese per vecchi (No Country for Old Men), regia di Joel ed Ethan Coen (2007)
- L'amore ai tempi del colera (Love in the Time of Cholera), regia di Mike Newell (2007)
- Vicky Cristina Barcelona, regia di Woody Allen (2008)
- Biutiful, regia di Alejandro González Iñárritu (2010)
- Mangia prega ama (Eat Pray Love), regia di Ryan Murphy (2010)
- To the Wonder, regia di Terrence Malick (2012)
- Skyfall, regia di Sam Mendes (2012)
- The Counselor - Il procuratore (The Counselor), regia di Ridley Scott (2013)
- Alacrán enamorado, regia di Santiago Zannou (2013)
- The Gunman, regia di Pierre Morel (2015)
- Il tuo ultimo sguardo (The Last Face), regia di Sean Penn (2016)
- Pirati dei Caraibi - La vendetta di Salazar (Pirates of the Caribbean: Dead Men Tell No Tales), regia di Joachim Rønning e Espen Sandberg (2017)
- Escobar - Il fascino del male (Loving Pablo), regia di Fernando León de Aranoa (2017)
- Madre! (Mother!), regia di Darren Aronofsky (2017)
- Tutti lo sanno (Todos lo saben), regia di Asghar Farhadi (2018)
- The Roads Not Taken, regia di Sally Potter (2020)
- Dune, regia di Denis Villeneuve (2021)
- Il capo perfetto (El buen patrón), regia di Fernando León de Aranoa (2021)
- A proposito dei Ricardo (Being the Ricardos), regia di Aaron Sorkin (2021)
- Il talento di Mr. Crocodile (Lyle, Lyle, Crocodile), regia di Will Speck e Josh Gordon (2022)
- La sirenetta (The Little Mermaid), regia di Rob Marshall (2023)
- Dune - Parte due (Dune: Part Two), regia di Denis Villeneuve (2024)
- F1 - Il film (F1: The Movie), regia di Joseph Kosinski (2025)

#### Televisione
- Segunda enseñanza – serie TV, 9 episodi (1986)
- Brigada central – serie TV, 1x14 (1990)
- Tango – serie TV, 1x01 (1992)
- Crónicas del mal – serie TV, 1x10 (1992)
- Nova ficció – serie TV, 1x01 (1997)
- Monsters: la storia di Lyle ed Erik Menendez (Monsters: The Lyle and Erik Menendez Story) – miniserie TV (2024)

#### Cortometraggi
- Brain, regia di Pau De La Sierra (1991)
- Pronòstic reservat, regia di Antonio Mollà (1994)
- La madre, regia di Miguel Bardem (1995)
- Sherman and Pacifico, regia di Daniel Tarr (2012)
- L'Agent, regia di Penélope Cruz (2013)
- Thy Kingdom Come, regia di Eugene Richards (2018)
- Look at Me, regia di Sally Potter (2022)

#### Videoclip
- No, por eso no (quiero que tu te vayas de aqui) – Los Sencillos (1990)
- Esta ronda la paga Obús – Obús (2003)
- Moving – Macaco (2009)

### Doppiatore
- Automata (Autómata), regia di Gabe Ibáñez (2014)
- Spellbound - L'incantesimo (Spellbound), regia di Vicky Jenson (2024)

### Produttore
- Los lobos de Washington, regia di Mariano Barroso (1999) – produttore esecutivo
- Invisibles, regia di M. Barroso, I. Coixet, J. Corcuera, F. L. de Aranoa, W. Wenders – documentario (2007)
- Hijos de las nubes, la última colonia, regia di Álvaro Longoria – documentario (2012)

## Riconoscimenti

### Premio Oscar
- 2001 – Prima che sia notte
  - Candidatura al miglior attore
- 2008 – Non è un paese per vecchi[25]
  - Miglior attore non protagonista
- 2011 – Biutiful
  - Candidatura al migliore attore
- 2022 – A proposito dei Ricardo[26]
  - Candidatura al migliore attore

### Golden Globe
- 2001 – Candidatura al migliore attore in un film drammatico per Prima che sia notte
- 2005 – Candidatura al migliore attore in un film drammatico per Mare dentro
- 2008 – Migliore attore non protagonista per Non è un paese per vecchi
- 2009 – Candidatura al migliore attore in un film commedia o musicale per Vicky Cristina Barcelona[27]
- 2022 – Candidatura al migliore attore in un film drammatico per A proposito dei Ricardo
- 2025 - Candidatura al miglior attore non protagonista in una serie limitata per Monster

Premi BAFTA 
- 2008 – Migliore attore non protagonista per Non è un paese per vecchi
- 2011 – Candidatura al migliore attore per Biutiful
- 2013 – Candidatura al migliore attore non protagonista per Skyfall

Chlotrudis Awards
- 2002 – Candidatura al miglior attore per Prima che sia notte
- 2004 – Candidatura al miglior attore per Danza di sangue - Dancer Upstairs
- 2008 – Candidatura al miglior attore non protagonista per Non è un paese per vecchi
- 2012 – Candidatura al miglior attore per Biutiful

Premio Goya
- 1993 – Candidatura al miglior attore protagonista per Prosciutto prosciutto
- 1994 – Candidatura al miglior attore protagonista per Uova d'oro
- 1995 – Miglior attore non protagonista per Días contados
- 1996 – Miglior attore protagonista per Boca a boca
- 1998 – Candidatura al miglior attore protagonista per Carne tremula
- 2003 – Miglior attore protagonista per I lunedì al sole
- 2005 – Miglior attore protagonista per Mare dentro
- 2011 – Miglior attore protagonista per Biutiful
- 2013 – Miglior documentario per Hijos de las nubes, la última colonia
- 2018 – Candidatura al Miglior attore protagonista per Escobar - Il fascino del male
- 2019 – Candidatura al miglior attore protagonista per Tutti lo sanno
- 2022 – Miglior attore protagonista per Il capo perfetto

Mostra del Cinema di Venezia 
- 2000 – Coppa Volpi per la migliore interpretazione maschile per Prima che sia notte
- 2004 – Coppa Volpi per la migliore interpretazione maschile per Mare dentro

 Festival di Cannes 
- 2010 – Prix d'interprétation masculine per Biutiful (ex aequo con Elio Germano per La nostra vita)

Screen Actors Guild Award
- 2008 – Miglior attore non protagonista per Non è un paese per vecchi
- 2008 – Miglior cast cinematografico per Non è un paese per vecchi
- 2013 – Candidatura al miglior attore non protagonista per Skyfall
- 2022 – Candidatura al Screen Actors Guild Award per il miglior attore cinematografico per A proposito dei Ricardo[28]

Teen Choice Awards
- 2013 – Candidatura al miglior cattivo per Skyfall
- 2017 – Candidatura al miglior cattivo per Pirati dei Caraibi - La vendetta di Salazar
- 2017 – Candidatura al miglior combattimento (con Johnny Depp) per Pirati dei Caraibi - La vendetta di Salazar

## Doppiatori italiani
Nelle versioni in italiano delle opere in cui ha recitato, Javier Bardem è stato doppiato da:
- Roberto Pedicini in Carne trémula, Tra le gambe, Seconda pelle, Prima che sia notte, I lunedì al sole, Mare dentro, L'ultimo inquisitore, Non è un paese per vecchi, L'amore ai tempi del colera, Vicky Cristina Barcelona, Biutiful, Mangia prega ama, To the Wonder, Skyfall, The Gunman, Il tuo ultimo sguardo, Pirati dei Caraibi - La vendetta di Salazar, Madre!, Tutti lo sanno, Dune, Il capo perfetto, A proposito dei Ricardo, Il talento di Mr. Crocodile, Monster, La sirenetta, Dune - Parte due, F1 - Il film
- Francesco Pannofino in Prosciutto prosciutto, Collateral,
- Massimo Lodolo in The Counselor - Il procuratore, Escobar - Il fascino del male
- Simone Mori in Tacchi a spillo
- Paolo Buglioni ne L'amante bilingue
- Roberto Gammino in Uova d'oro
- Massimo Corvo in Perdita Durango
- Massimo Rossi in Danza di sangue - Dancer Upstairs

Da doppiatore è sostituito da:
- Roberto Pedicini in Automata, Spellbound - L'incantesimo